# Глубокий космос 9 (вымышленная космическая станция)
Глубокий космос 9 (англ. Deep Space Nine) (DS9; ранее Терок Нор англ. Terok Nor) — вымышленная космическая станция, основное место действия американского научно-фантастического телесериала «Звёздный путь: Глубокий космос 9», который транслировался с 1993 по 1999 годы. Она служит базой для исследования гамма квадранта через баджорскую червоточину и является центром торговли и путешествий для обитателей сектора. Станция управляется совместным экипажем Звездного Флота и баджорских офицеров, и это порт приписки ряда шаттлов Звёздного Флота, а также звездолёта Дефайнт NX-74205.
Станция фигурирует во всех 176 эпизодах «Глубокого космоса 9», а также первой части эпизода «По праву рождения» сериала «Звёздный путь: Следующее поколение» и первого эпизода «Опекун» сериала «Звёздный путь: Вояджер». Многие сюжетные линии, представленные в «Следующем поколении», расширены событиями, которые происходят на станции. Станция наследует традиции Кардассианской Федерации. В первом эпизоде сериала «Эмиссар» станцию посещает звездолёт Энтерпрайз NCC-1701-D. «Глубокий космос 9» является местом действия экипажа с персонажами и элементами, развивающими вселенную «Звёздный путь», а также вводит новые элементы. Сюжетная линия следует за персонажем Ворфом, который после показа во всех семи сезонах «Следующего поколения», появляется в последних четырёх сезонах «Глубокого космоса 9». Как и в «Следующем поколении», Ворф участвует в любовной линии с другим главным героем сериала, Джадзией Дакс. Другие романтические отношения на станции заводят Бенджамин Сиско, Одо и Кира Нерис. Но большинство членов экипажа космической станции используют для этих нужд сексуальные встречи в голо-люксах у владельца бара Кварка.
Станция существует во времени и месте, сопоставимым с сюжетом в сериалах «Следующее поколение» и «Вояджером» и седьмым-десятым фильмами, 2370 году в Галактике Млечный путь.

## Конструкция станции
Космическая станция «Глубокий космос 9» имеет более километра в диаметре, состоит из широкого внешнего стыковочного кольца; внутреннего кольца с естественной средой обитания, содержащего жилые квартиры; и центрального ядра, содержащего «Променад», термоядерные реакторы и операционный центр, известный как «Ops». Три комплекта стыковочных пилонов равномерно перемещаются вверх и вниз вокруг стыковочного кольца, образуя почти сферическую форму. Он идентичен по дизайну другой Кардассианской станции «Empok Nor». Первоначально расположенная на орбите планеты Баджор, станция была перемещена в пилотном эпизоде сериала в район недавно обнаруженной червоточины, где она будет находиться на протяжении всей оставшейся части сериала. Это отдалило станцию на расстояние в трех часах езды на шаттле от Баджора, по другим сведениям в пяти часах (вероятно, Баджор находился в дальнем конце орбиты своего солнца по отношению к позиции станции). Тем не менее, похоже, что путешествие может быть завершено в гораздо более короткий промежуток времени, если это необходимо, используя варп-двигатель.

### Променад
«Променад» является главной площадкой для общения, в которой гости и жители собираются, и на которой располагаются бар Кварка (здесь экипаж чаще всего проводит своё свободное время, включая голокомнаты), лазарет, реплимат (репликатор забегаловка самообслуживания), Баджорский храм, магазина одежды «Элим Гарак», офис начальника Службы безопасности Одо, клингонский ресторан, Пробирная палата, конфетный киоск, и в течение краткого времени в первом сезоне, учебные классы Кейко О’Брайен. Обычно на станции постоянно проживает около 300 жителей, хотя станция может вместить до семи тысяч.

## История станции
Изначально кардассианская станция под именем «Терок Нор» предназначалась для добычи и переработки полезных на орбите планеты Баджор, и была построена Баджорскими рабами по Кардассианским технологиях в 2346 году. Станцией командовал Гул Дукат, последний Кардассианский префект Баджора . К концу Кардассианской оккупации Баджора станция была заброшена в 2369 году, Кардассианцы забрали все ценные вещи. У станции были некоторые серьезные проблемы, включая ловушку, оставленную Баджорским сопротивлением, которая чуть не убило всех на станции, когда её случайно активировали новые жильцы.
В 2369 году баджорцы взяли станцию под свой контроль. Временное правительство Баджора обратилось за помощью к Объединенной федерации планет, которая переименовала его в «Глубокий космос 9» (DS9) и назначила командующим Бенджамина Сиско. Несмотря на присутствие Федерации, станция по-прежнему подчиняется Баджорскому законодательству. Вскоре после того, как Сиско принял командование, его команда обнаружила баджорскую червоточину. Станция была перенесена в устье червоточины, чтобы защитить права Баджора на неё, после чего станция приобрела большое коммерческое, научное и стратегическое значение.
После столкновения с Доминионом в 2370 году, в котором звездолёт «Одиссей» класса Галактика был уничтожен всего тремя кораблями Доминиона, и из-за других угроз стало очевидно, что существующее оружие эпохи оккупации станции будет ужасно не эффективным для защиты станцию. Позже вооружение и оборонительные системы станции были сильно модернизированы. Модернизация включала установку нескольких вращающихся торпедных установок на стыковочных пилонах и башнях для скользящего вооружения, укладываемые фазерные банки, которые убираются, когда они не используются, и улучшенные щиты, которые простираются на 300 метров вокруг станции. Общий запас торпед был увеличен до 5000.
Эти улучшения были впервые использованы против клингонов в их наступлении на Кардассию в начале 2372 года. В начале войны за Доминион в конце 2373 года станция была временно захвачена Доминионом. В начале 2374 года силы Федерации и клингонов отвоевали её после битвы на Баджоре.
Помимо неудавшегося баджорского военного переворота, оккупации Доминионом и короткого отпуска с конца 2374 по начало 2375 года, Сиско, получивший звание капитана в 2371 году, оставался командующим станции «Глубокий космос 9». В конце 2375 года, в конце войны за Доминион, командование приняла баджорка полковник Кира Нерис.

### В зеркальной вселенной
«Терок Нор» также является космической станцией в Зеркальной вселенной, построенной под руководством Клингонско-Кардассианского альянса на орбите Баджора (потому что червоточина там неизвестна). В 2370 году станция стала командным пунктом Клингонско-Кардассианского альянса во всем Баджорском секторе под командованием интенданта Киры Нерис. Станция также служит центром обработки руды Иридиума с Баджора; перерабатывающий комплекс укомплектован рабами-землянами.
В 2372 году восстание терранов вырвало станцию из-под контроля альянса. Альянс, решив отбить станцию, посылает флот под командованием регента Ворфа для борьбы с повстанцами. Повстанцы способны построить свой собственный звездолёт «Дефайнт», основанный на схемах для «Дефайнта» в первичной Вселенной, и они используют его, чтобы победить флот Альянса. «Терок Нор» остается базой для восстания землян, по крайней мере, в течение следующих трех лет.

## Экипаж и жители станции

### Команда
- Командер / капитан Бенджамин Сиско, командир, человек
- Майор / полковник Кира Нерис, первый офицер, баджорка
- Констебль Одо, начальник службы безопасности, метаморф
- Лейтенант-коммандер Ворф, офицер стратегических операций / первый офицер Звёздного Флота (2372—2375), клингон
- Доктор Джулиан Башир, главный врач, человек
- Лейтенант / лейтенант-коммандер Джадзия Дакс, научный сотрудник (2369—2374), трилл
- Младший лейтенант Эзри Дакс, советник станции (2375), трилл
- Главный старшина Майлс О’Брайен, начальник инженерной службы (2369—2375), человек

### Прочие члены экипажа
- Генерал Марток, клингонский атташе (2373—2375), клингон
- Курсант / энсин / младший лейтенант Ног, инженер (2373—2375), ференги

### Известные гражданские жители
- Кварк, бизнесмен и владелец бара на Променаде, ференги
- Джейк Сиско, писатель и журналист, человек
- Элим Гарак, портной и бывший оперативник Обсидианового ордена, кардассианец
- Кейко О’Брайен, школьный учитель и ботаник, человек
- Морн, лучший клиент кварка

## В массовой культуре
Модель станции была в основном разработана Германом Циммерманом и Риком Штернбахом. Рикардо Дельгадо, Джозеф Ходжес, Натан Кроули, Джим Мартин, Роб Легато, Гэри Хатцель, Майкл Окуда и исполнительный продюсер Рик Берман также внесли свой вклад в дизайн макета. Миниатюра была изготовлена Тони Мейнингером. Некоторые аспекты производства планируется обсудить в документальном сериале 2017 года о шоу, что мы оставили позади: оглядываясь назад на «Звёздный путь: Глубокий космос 9», после года работ.
На аукционе 2006 года, проведенном нью-йоркским отделением Кристис в Лондоне, оригинальная 6-дюймовая модель станции «Глубокий космос 9» ушла за 110 000 долларов США.